# 황수남
황수남(한국 한자: 黃秀南, 1993년 2월 22일 ~ )은 대한민국의 축구 선수이며, 포지션은 수비수이다.

## 축구인 경력

### 선수 경력
2015년 드래프트를 통해 K리그 챌린지의 충주 험멜에 입단하였다. 데뷔 시즌 리그 5경기에 출전하였다.